# Abe (wodospad)
Abe-no-ōtaki (jap. 安倍の大滝 Wielki wodospad Abe) − wodospad położony w górnym biegu rzeki Abe (Abe-gawa), w prefekturze Shizuoka.
Wodospad ten znajduje się niedaleko gorących źródeł Ume-ga-shima. Jest on zaliczany do stu słynnych wodospadów Japonii.